# Ruchome słowa
Ruchome słowa (port. Um Filme Falado) – portugalsko-francusko-włoski dramat obyczajowy z 2003 roku w reżyserii Manoela de Oliveiry.
Obraz był oficjalnym portugalskim kandydatem do Oscara dla najlepszego filmu nieanglojęzycznego, ale ostatecznie nie uzyskał nominacji.

## Fabuła
Czerwiec 2001. Rosa Maria (w tej roli Leonor Silveira), wykładowczyni historii na Uniwersytecie Lizbońskim, wyrusza wraz z ośmioletnią córką Marią Joaną (rola dziecięca - Filipa de Almeida) w rejs promem z Lizbony do Bombaju - oczekuje tam na nie mąż (pilot samolotów pasażerskich). Bohaterka wybiera podróż promem z uwagi na chęć odwiedzenia po drodze wszystkich miejsc związanych z kulturą śródziemnomorską, o których opowiada swoim studentom. Nigdy wcześniej nie była w tych miastach. Porty, do których zawija prom, to: Marsylia, Neapol, Ateny, Kair, Stambuł i Aden (mija też Ceutę).
Istota filmu polega na nieustannej wymianie myśli pomiędzy matką a córką, która stara się wyjaśniać dziecku wątpliwości dotyczące rozwoju cywilizacji europejskiej. W odwiedzanych miejscach spotykają też osoby trzecie, które włączają się do rozmów. Ważnym elementem opowieści jest używanie różnych języków przez poszczególnych bohaterów (portugalski, francuski, włoski, grecki, angielski, w tym w wersji amerykańskiej, dialekt z Marsylii, angielski z akcentem greckim, francuski z akcentem amerykańskim i inne), co nie utrudnia, a nawet ułatwia porozumienie. Często języki używane są krzyżowo przez rozmawiające osoby, co owocuje dodatkowymi zmianami akcentów.
W końcowej fazie filmu poruszony zostaje problem koegzystencji cywilizacji europejskiej i islamu. Część głównych bohaterów ginie ostatecznie od bomby podłożonej przez terrorystów islamskich na promie.

## Polonicum
Kapitan promu (John Malkovich) jest synem polskich imigrantów do USA, jednak sam już nie mówi po polsku. W pewnej rozmowie stwierdza: Polacy zawsze mieli wielkie talenty lingwistyczne, ja jednak nie odziedziczyłem tych skłonności.